# Гомосексуальность в первобытном обществе
В статье рассматривается проявление гомосексуальности в человеческих общностях на стадии первобытно-общинного строя в первобытном обществе.
Цивилизации древнего мира и первые исторические народы по письменным источникам рассматриваются в другой статье.
О гомосексуальности в человеческих общностях на стадии первобытно-общинного строя можно судить из этнографических записей об этих общностях, а также из записей путешественников.

## Инициации и юношество
В своей работе «Некоторые коллективные проявления непристойности в Африке» Э. Эванс-Причард касается и проявлений гомосексуальности. В частности, она проявляется во время юношеских инициаций у некоторых племён Африки:

…Предписывается непристойность не только в песнях, но и в поведении. Каждый из инициируемых во время второй церемонии обрезания должен держать пенис в поднятом состоянии до тех пор, пока это позволяет эрекция. Затем к члену привязывают большой кусок дерева, и посвящаемый в таком виде ходит кругами под дружные взрывы смеха. Во время этой же церемонии в земле просверливается небольшая ямка, представляющаю вагину, и каждый из посвящаемых по очереди должен совершить эякуляцию в эту ямку. Кроме того, каждый из посвящаемых должен совокупиться с кем-то другим, чтобы продемонстрировать, как он совершает половой акт с женщиной. Песни имеют неописуемо скабрёзное содержание. Господствует атмосфера вседозволенности, и посвящаемые, вооружённые палками, наводят страх на всю округу.
В данном случае гомосексуальное поведение несёт две функции. С одной стороны, это функция воспитательная, ведь целью инициации является подготовка юноши к тяготам будущей взрослой жизни. Поэтому вполне оправданной считается суровость инициации:

Суровые телесные наказания, постоянные поддразнивания и подтрунивания, голод, жажда, изнурительный труд, выматывающие танцы, обидные оскорбления, изнасилования, содомия — посвящаемые должны пройти через всё это.
С другой стороны, как считает Эванс-Причард, гомосексуальность, и вообще проявления непристойности в целом, несёт важную психологическую функцию. Проявления непристойности необходимы в сложные и ключевые для человека и общества периоды для выхода эмоционального напряжения через сексуальное удовлетворение.
Гомосексуальное поведение может считаться необходимым в определённый период жизни (как правило, юношеский) для мужчин в отдельных племенах. Например, в племени киваи на Новой Гвинее старейшины, согласно ритуалу, должны совершить с юношами гомосексуальный коитус (попросту овладеть юношами), «чтобы сделать их сильными». У новогвинейских же папуасов кераков наблюдается такой же обычай, «ибо растущему мальчику необходимы соки мужества». У племени маринд-аним во время обряда инициации с мальчиком лет девяти совершает половой акт старший брат его матери, а за ним все мужчины, находящиеся в мужском доме. Их семя, введённое в его задний проход, должно сделать его смелым и сильным, а без этих качеств он не сможет стать хорошим охотником. Чем больше мужского семени он получит, тем быстрее вырастет.
Некоторые из новогвинейских племён (например, эторо) широко практикуют фелляцию. У них распространено убеждение, что для роста и развития мальчиков им необходимо пить семя. Поэтому мальчики до полового созревания сосут члены у тех, кто постарше. В данном случае это не столько эротическое, сколько обрядовое занятие. В этих племенах убеждены, что чем больше семени получит мальчик, тем более высоким и сильным он вырастет. Юноши от 16 до 25 лет у этого племени ведут, по сути, бисексуальный образ жизни, а затем, став отцами, переходят к исключительно гетеросексуальным отношениям. Подобные обряды отмечены и вообще в Меланезии.
Французский этнограф и фольклорист Арнольд ван Геннеп трактует ритуальное гомосексуальное совокупление как «обряд включения» в новую социальную группу или состояние. В качестве примеров он приводит инициации, побратимство, обрядовую травестию и гомосексуальную ритуальную проституцию, которая рассматривается им как «обряд приобщения» к божеству.

## Мужские союзы
Также предполагается возможность гомосексуального поведения мужчин и в так называемых тайных мужских союзах, где гомосексуальность тесно связана с гомосоциальностью (половой и, как правило, возрастной однородностью и замкнутостью общности).
Одним из первых, кто обратил внимание на проявления гомосексуальности в тайных мужских союзах и вообще в замкнутых мужских общностях, был немецкий исследователь Ганс Блюэр (1888—1955). Он полагал, что тайные мужские союзы (или «тайные мужские общества», как он писал) произошли из семьи путём её отрицания. Появился новый тип общности, который основывался не на старом типе эроса — муже-женском, а на новом — муже-мужеском эросе (mann-mannlicher Eros). Типологически идентичными тайным мужским союзам Блюэр считал замкнутые общности митраистов, тамплиеров, карибских буканьеров, союзы «диких охотников» и т. п. Блюэр, однако, оставляет открытым вопрос о причине изоляции мужских обществ от женщин — являлся ли такой причиной тонкий невротический недуг или же прямая гомосексуальность.